# Karl Eschweiler

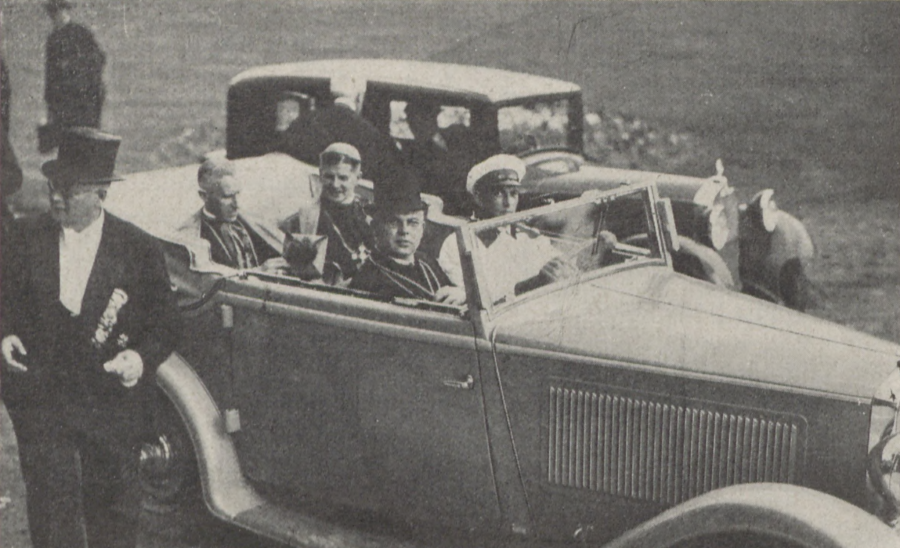
Karl Eschweiler am Lenkrad, Braunsberg 1932

Karl Eschweiler (* 5. September 1886 in Euskirchen; † 30. September 1936 in Berlin) war ein deutscher katholischer Theologe und Religionsphilosoph.

## Leben
Der aus einer Handwerkerfamilie stammende Eschweiler legte 1906 in seiner Heimatstadt Euskirchen das Abitur ab. Anschließend studierte er Philosophie und Theologie in Bonn und München. In Bonn trat er 1906 der Theologenverbindung V.k.Th. Burgundia bei, in München wurde er zusammen mit Oswald von Nell-Breuning aktives Mitglied des Akademischen Görresvereins (KStV Südmark) im KV. 1909 promovierte er bei Georg von Hertling an der Münchener Universität mit einer Arbeit zur Religionsphilosophie des Augustinus zum Dr. phil.
Nach seiner Priesterweihe im März 1911 in Köln war er zunächst als Kaplan in Elberfeld tätig und verbrachte die Jahre des Ersten Weltkriegs als Feldgeistlicher an der Westfront. Nach Erkrankung und Rückkehr in die Heimat wurde Eschweiler nach dem Krieg zunächst Kaplan an St. Martin in Bonn und bald darauf Repetent am Bonner Theologenkonvikt „Collegium Albertinum“. 1921 promovierte er in Bonn unter Betreuung von Arnold Rademacher im Fach Fundamentaltheologie, in dem er sich 1922 auch habilitierte. Seit diesem Jahr lehrte er in Bonn als Privatdozent. Ab 1923 wirkte er zudem als Pfarrer in Berkum bei Bonn. Seit dieser Zeit verband ihn eine intensive persönliche Freundschaft mit dem Staatsrechtler Carl Schmitt.
Die beiden theologischen Qualifikationsarbeiten Eschweilers, die dem „Rationalismus“ und „Fideismus“ in der katholischen Glaubensbegründung seit der Aufklärungszeit gewidmet sind, wurden erstmals 2010 unter dem von Eschweiler selbst vorgesehenen Titel Die katholische Theologie im Zeitalter des deutschen Idealismus aus dem Nachlass publiziert. 1926 erschien Eschweilers vielbeachtete Monographie Die zwei Wege der neueren Theologie, die auf eine Neubegründung der Analysis fidei im Geist des ursprünglichen Thomismus abzielte und vor allem von Seiten der damaligen Jesuitentheologen heftig bekämpft wurde. Weitere Veröffentlichungen der Bonner Jahre galten der nachtridentinischen Entwicklung der katholischen Theologie, speziell der von Eschweiler als „Barockscholastik“ bezeichneten Schultheologie des 17. Jahrhunderts, sowie der deutschen Theologie der Aufklärungszeit und Romantik. Eschweiler erwies sich in diesen Publikationen als kundiger Theologiehistoriker und spekulativ begabter, der antimolinistischen Thomistenschule zuneigender Systematiker.
Zum Wintersemester 1928/29 wurde Eschweiler ordentlicher Professor für Systematische Theologie an der Staatlichen Akademie (vormals Lyceum Hosianum) im ostpreußischen Braunsberg. 1931/32 und von 1933 bis 1936 fungierte er als Rektor dieser Hochschule, die eine Hochburg des Nationalsozialismus in Ostpreußen war. Eschweiler selbst trat im April 1933 in die SA und zum 1. Mai desselben Jahres in die NSDAP ein (Mitgliedsnummer 2.070.530) und entfaltete umgehend eine rege publizistische sowie universitäts- und kirchenpolitische Aktivität zugunsten des „Dritten Reiches“. Aufgrund ihrer muss er als einer der aktivsten und überzeugtesten nationalsozialistischen Theologieprofessoren aus dem katholischen Lager bezeichnet werden. Dabei lehrte er eine strikte Trennung von Religion und Weltanschauung, die aber teleologisch aufeinander hingeordnet seien (Modell „Natur-Gnade“). Die Kirche dürfe daher die weltanschaulichen Bestrebungen des NS-Staates, die Eschweiler als Wiederentdeckung des „natürlichen Menschen“ und Vorbereitung des Evangeliums pries, nicht beeinträchtigen, sondern müsse sie sogar fördern. Im Gegensatz zur offiziellen Lehre der katholischen Kirche billigte Eschweiler in einem Gutachten ausdrücklich das Gesetz zur Verhütung erbkranken Nachwuchses vom 14. Juli 1933 (Sterilisationsgesetz) und die im Oktober 1933 dazu erlassenen Ausführungsverordnungen.
Eschweiler wurde durch ein Dekret der römischen Konzilskongregation vom 20. August 1934 vom damaligen Bischof von Ermland, Maximilian Kaller, zusammen mit seinem Kollegen Hans Barion vom priesterlichen Dienst suspendiert. Diese Suspension wurde nach einer Unterwerfungserklärung des Theologen 1935 wieder aufgehoben. Auch anschließend erwies sich Eschweiler als Befürworter der nationalsozialistischen Ideologie, indem er noch in seinem Todesjahr 1936 in der Zeitschrift Deutsches Volkstum schrieb: „Die weltanschauliche Betonung von Blut und Rasse bedeutet […] erbittertster Kampf wider die internationalen Mächte, die ihr Zerstörungswerk am deutschen Volke mit dem Scheingeist einer universalen Humanität rechtfertigen wollen.“

## Die zwei Wege der neueren Theologie(1926)
Das erstmals 1926 erschienene Buch Die zwei Wege der neueren Theologie ist Eschweilers wichtigste Veröffentlichung. Sein Ziel ist eine wissenschaftstheoretische Neubegründung der Theologie. Sie wird unternommen auf dem Hintergrund einer historischen Sichtung des Schicksals der theologischen Erkenntnislehre und apologetischen Methode seit der Aufklärungszeit, der sich Eschweiler bereits in seinen theologischen Qualifikationsschriften (Diss. 1921, Habil. 1922 in Bonn) gewidmet hatte. In den Zwei Wegen stellt Eschweiler zunächst die Problemlage dar, der sich die katholische Theologie in der Auseinandersetzung mit dem „Geist der Neuzeit“ seit der Aufklärung ausgesetzt sah (Kap. 1). Wichtig ist ihm der Nachweis, dass die katholische „Analysis fidei“ (theologische Glaubensanalyse) selbst eine wichtige Quelle jener neuzeitlichen Zentrierung auf das Subjekt und seine Gewissheitsakte war, die dann bei Descartes und Kant zur „anthropozentrischen“ Neubegründung der Philosophie radikalisiert worden sei. Dadurch sei die katholische Theologie in ihrem innersten Feld viel enger mit dem Denken der Neuzeit verwandt, als sie es sich selbst gewöhnlich zuzugeben bereit gewesen sei. Anschließend (Kap. 2 und 3) stellt Eschweiler zwei gegensätzliche Antwortversuche auf die neuzeitliche Herausforderung im Ausgang von paradigmatischen Vertretern vor: Er blickt einerseits auf den „theologischen Rationalismus“, als dessen markantesten Repräsentanten er den Bonner Dogmatiker Georg Hermes (1775–1831) identifiziert, andererseits auf eine „Theologie aus dem Glauben“, für die exemplarisch der Kölner Thomist Matthias Joseph Scheeben (1835–1888) stehe. Als Resümee (Kap. 4) skizziert Eschweiler sein eigenes Programm einer Theologie, der es gelingen soll, den in der theologischen Erkenntnislehre der Neuzeit immer wieder auftretenden Spannungen in der Glaubensanalyse zu entkommen durch eine Neubesinnung auf das eigentümliche Formalobjekt theologischer Erkenntnis. Die Erneuerung des „einen Weges“ der Theologie, den Eschweiler mit Rückgriff auf einen ursprünglichen Thomismus aufzeigen will, wird seiner Überzeugung nach auch weitere Spannungen, die er im religiösen Leben der Moderne benennt („Glaube und Leben“, „Dogma und Philosophie“, „Theologie und Wissenschaft“) überbrücken helfen.
Durch ihre theologiegeschichtlichen und systematischen Thesen lösten Eschweilers Zwei Wege heftige Kontroversen aus, die ihren Niederschlag in zahlreichen zeitgenössischen Rezensionen gefunden haben. Bis heute gilt das Buch als zentraler Beitrag zur Neubestimmung des fundamentaltheologischen Selbstverständnisses im 20. Jahrhundert und als eines der wichtigsten Werke katholischer Theologie in der Zwischenkriegsepoche.

## Werke
- Die ästhetischen Elemente in der Religionsphilosophie des hl. Augustin. Euskirchen 1909. Digitale Edition, hrsg. und mit einem Nachwort versehen von Thomas Marschler (2011): Online-Ressource
- Religion und Metaphysik. In: Hochland 19 (1921) 303–313.
- Die zwei Wege der neueren Theologie, Augsburg 1926. Digitale Edition, hrsg. von Thomas Marschler (2010): Online-Ressource
- Eine neue Kontroverse über das Verhältnis von Glauben und Wissen. In: Bonner Zeitschrift für Theologie und Seelsorge 3 (1926) 260–276.
- Eine neue Kontroverse (II). In: Bonner Zeitschrift für Theologie und Seelsorge 4 (1927) 155–160.
- Die Philosophie der spanischen Spätscholastik auf den deutschen Universitäten des siebzehnten Jahrhunderts. In: Spanische Forschungen der Görres-Gesellschaft I, Aschendorff, Münster 1928, 251–325. Online-Ressource: http://www.fgbueno.es/ger/ke1928a.htm
- Johann Adam Möhlers Kirchenbegriff- Braunsberg in Pr. 1930.
- Die Kirche im neuen Reich. In: Deutsches Volkstum 15/1 (1933) 451–458.
- Die katholische Theologie im Zeitalter des deutschen Idealismus: Die Bonner theologischen Qualifikationsschriften von 1921/22. Aus dem Nachlaß herausgegeben und mit einer Einleitung versehen von Thomas Marschler. Monsenstein und Vannerdat, Münster, 2010, ISBN 978-3-86991-180-9.